# Angraecum equitans
Angraecum equitans är en orkidéart som beskrevs av Rudolf Schlechter. Angraecum equitans ingår i släktet Angraecum och familjen orkidéer. Inga underarter finns listade i Catalogue of Life.